# Eliphalet Remington
Eliphalet Remington (Suffield, 28 ottobre 1793 – Ilion, 12 agosto 1861) è stato un imprenditore statunitense, fondatore della ditta E. Remington and sons (in seguito scissa in Remington Arms e Remington Rand).

## Biografia
Nacque nel 1793 nella città di Suffield, Connecticut da Eliphalet ed Elizabeth (Kilbourn) Remington originari dello Yorkshire in Inghilterra. Fu il secondo figlio della coppia ma l'unico dei quattro figli che sopravvisse all'infanzia.
Fu un fabbro ed all'età di 23 anni realizzò un rivoluzionario fucile da caccia usando un meccanismo d'accensione comprato da un commerciante, producendo la canna del fucile da se stesso.
Il fucile fu così entusiasticamente accolto che Remington decise di produrlo in serie, ed a questo scopo costituì la E. Remington and Sons, della quale fu il capo fino alla sua morte. Intorno alla metà del XIX secolo, il fucile era diventato immensamente popolare tra gli sportivi americani e fu uno dei fucili più utilizzati in quella che è stata chiamata "la conquista del West".
La società continuò a crescere ed a sviluppare il suo prodotto iniziando gradualmente la fabbricazione di altri articoli sportivi come biciclette. Al giorno d'oggi l'azienda è nota come Remington Arms Co., Inc..
Quella che era sorta come società individuale divenne poi uno dei principali produttori al mondo di armi sportive. Prima che venisse fondata la Remington, gli sportivi statunitensi si rivolgevano ad aziende straniere per la maggior parte delle armi sportive da loro utilizzate. La produzione di un fucile alla portata di coloro che avevano bisogno di un buon fucile, modificò la situazione in modo permanente.

## Vita privata
Egli seguì le orme paterne ed iniziò l'attività di fabbro nella bottega del padre nella Contea di Herkimer nello Stato di New York. La casa natale a Frankfort, costruita intorno al 1810 e nota come Remington House, venne inserita nel National Register of Historic Places nel 1997.